# Garelli Comfort 125
Der Garelli Comfort 125 war ein Motorroller des italienischen Herstellers Garelli, der zwischen 2006 und 2008 produziert wurde. Das Modell zeichnete sich durch sein modernes Design und seine Alltagstauglichkeit aus. Der Roller hatte einen luftgekühlten Einzylinder-Viertaktmotor und ein stufenloses Getriebe. Er entsprach der Euro-3-Abgasnorm. Hergestellt wurde das Modell in China und über das italienische Werk von Garelli vertrieben. Der Motorroller wurde in verschiedenen Farb- und Ausstattungsvarianten angeboten. 

## Technische Daten
| Merkmal               | Garelli Comfort 125               |
| --------------------- | --------------------------------- |
| Produktionszeitraum   | 2006–2008                         |
| Motortyp              | Einzylinder-Viertakt, luftgekühlt |
| Hubraum               | 125 cm³                           |
| Leistung              | 4,8 kW (6,5 PS)                   |
| Getriebe              | stufenloses Getriebe              |
| Antrieb               | Riemenantrieb                     |
| Bremse vorne          | Scheibenbremse                    |
| Bremse hinten         | Trommelbremse                     |
| Radstand              | 1360 mm                           |
| Maße (L×B)            | 1965 mm × 700 mm                  |
| Sitzhöhe              | 750 mm                            |
| Leergewicht           | 112 kg                            |
| Höchstgeschwindigkeit | ca. 82 km/h                       |
| Tankinhalt            | 6 Liter                           |